# Маршалтаун (Айова)
Ма́ршалтаун (англ. Marshalltown) — город в штате Айова, США. Окружной центр округа Маршалл. Численность населения — 27 552 человека (2010 год).

## История
Первым белым поселенцем на месте будущего города был Генри Энсон. В апреле 1851 года он нашел место, названное им «красивейшим местом в Айове». Между реками Айова и Линн-Крик он поставил свой деревянный дом. В настоящее время в этом месте находится мемориальная доска. В 1853 году Энсон назвал возникший здесь город Маршалл, в честь своего родного города в штате Мичиган.
В 1862 году название города было изменено на Маршаллтаун, поскольку город с названием Маршалл в Айове уже был. В середине 1850-х годов Энсон выделил землю для строительства здания суда, жители города пожертвовали средства на строительство. В 1863 году окружной центр был перенесён в Маршаллтаун из деревни Мариетта. Город быстро рос. К 1900 году в Маршаллтауне было уже около 10 000 жителей. Развивалась промышленность, в городе появились представительства компаний Emerson Electric, Lennox International и Marshalltown Company.
В 2012 году город был награждён премией «All-America City Award» (с англ. — «Всеамериканский город») присуждаемой Национальной гражданской лигой, которую неофициально называют «Нобелевской премией за конструктивное гражданство» и которая выдается за активную гражданскую позицию жителей некорпоративных сообществ Соединённых Штатов в жизни местного самоуправления.

## Климат
| Показатель                    | Янв.  | Фев.  | Март  | Апр.  | Май  | Июнь | Июль | Авг. | Сен. | Окт.  | Нояб. | Дек.  | Год   |
| ----------------------------- | ----- | ----- | ----- | ----- | ---- | ---- | ---- | ---- | ---- | ----- | ----- | ----- | ----- |
| Абсолютный максимум, °C       | 18,3  | 22,2  | 32,2  | 34,4  | 40,0 | 40,5 | 44,4 | 42,7 | 39,4 | 34,4  | 27,2  | 21,6  | 44,4  |
| Средний суточный максимум, °C | −2,1  | 0,6   | 7,7   | 15,6  | 21,7 | 26,9 | 28,8 | 27,7 | 23,8 | 16,7  | 8,0   | −0,2  | 14,6  |
| Средняя температура, °C       | −7,3  | −4,6  | 2,1   | 9,2   | 15,5 | 20,8 | 23,0 | 21,6 | 17,0 | 10,1  | 2,5   | −5,1  | 8,7   |
| Средний суточный минимум, °C  | −12,6 | −10   | −3,4  | 2,8   | 9,2  | 14,8 | 17,0 | 15,6 | 10,1 | 3,4   | −3    | −10,1 | 2,8   |
| Абсолютный минимум, °C        | −36,6 | −37,2 | −35,5 | −15,5 | −6,6 | 1,6  | 5,5  | 1,6  | −6,6 | −19,4 | −23,8 | −33,3 | −37,2 |
| Норма осадков, мм             | 21    | 25    | 57    | 92    | 120  | 141  | 126  | 115  | 94   | 67    | 54    | 31    | 950   |
| Источник: NWS                 |       |       |       |       |      |      |      |      |      |       |       |       |       |

## Города побратимы
- Будённовск
- Минамиарупусу
- Здолбунов